# Dark Matter - Isaac Newton e il mistero della Torre di Londra
Dark Matter - Isaac Newton e il mistero della Torre di Londra (Dark Matter) è un romanzo del 2002 di Philip Kerr, edito in Italia nel 2005 da TEA.

## Trama
Isaac Newton viene nominato responsabile della Zecca Reale di Sua Maestà. Accompagnato dal Sig. Ellis, deve indagare su chi può aver coniato alcune ghinee false. Durante l'indagine diverse persone vengono uccise, e Newton, grazie anche alle sue capacità deduttive, deve riuscire a capire che cosa si cela dietro a questi omicidi e fermare l'emissione di moneta falsa che potrebbe danneggiare l'intero Regno Unito.

## Edizioni
- Philip Kerr, Dark Matter: Isaac Newton e il mistero della Torre di Londra, traduzione di Ennio Bertolucci, Tea, 5 maggio 2005, ISBN 8850208413.